# حياتي (قصة)
حياتي حكاية رجل من الريف هي قصة قصيرة من تأليف أنطون تشيخوف (باللغة الروسية): مويا جيزن).

هذه القصة تمت ترجمتها إلى اللغة العربية من قبل المترجم:"يوسف نبيل" و صدرت تحت عنوان "حياتي.. حكاية رجل من الريف"و صدرت عن دار النشر آفاق  يقول المترجم عن المؤلف:

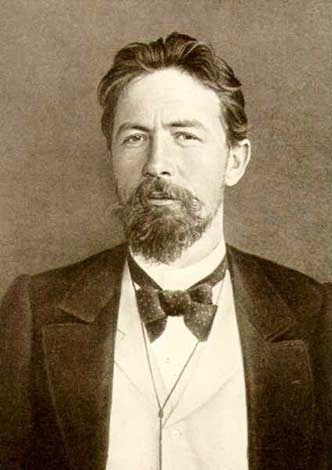
أنطوان تشيخوف مؤلف حياتي : حكاية رجل من الريف

"وما شجعني على ترجمة هذا العمل عن الروسية هو غيابه عن المجلدات الأربعة الشهيرة المختارة من ترجمة أبو بكر يوسف، والتي تعد علامة في ترجمة تشيخوف إلى العربية، بالإضافة إلى إعجابي الشديد بالعمل نفسه، لذا انخرطت في ترجمته عن الروسية مباشرة بحماسة شديدة"

## تاريخه،
نُشرت قصة حياتي في الأصل في الملحق الأدبي لمجلة نيفا الروسية،في الأعداد 10 و11 و12 في أكتوبر 1896 .

## ملخص
ميسائيل بولزونييف هو بطل القصة و شاب في مقتبل العمر ينحدر من أسرة نبيلة،
تم فصل ميسائيل بولزونييف من وظيفته. و كان ذلك للمرة السابعة. و قد كان يودّ القيام بعملٍ يدوي ، لكن والده يريد منه أن يواصل التقليد الفكري المجيد للعائلة.
كان بولزونيوف يقضي وقت فراغه متطوعاً في مسرح للهواة. و يساعد في صناعة الديكورات والمهام الأخرى التي لا يراها الجمهور.
قدمت  إحدى صديقات شقيقته كليوباترا، آنا بلاغوفو، توصية له  للحصول على وظيفة في السكك الحديدية. حيث تم  تعيينه عامل  تلغراف في محطة دوبتشينيا، التي تقع على بعد سبعة عشر فيرستاً من المدينة.و في الواقع، كان مهندسو السكك الحديدية يطالبون برشوة قدرها خمسون ألف روبل لبناء  المحطة داخل المدينة.
شعر بولزونييف بالملل والجوع. لذلك، عندما أخبره مدير الخط بأنه سيتم فصله خلال أسبوعين، ترك عمله على الفور ليعمل كدهّان مبانٍ لدى صديقه ريدكا. و أحس  وكأنه قد عاد إلى الحياة من جديد. و أنه حر، فلم يعد يعيش في منزل والده. علاوة على ذلك، أصبح يحظى بتقدير من قِبَل زملائه الدهّانين.
بعد ذلك يحل  زمن الخيبات: حيث أصبح الأجر يتأخر ، وانتشرت السرقات بين العمال، وزاد ظلم أولئك الذين يملكون قليلاً أو كثيراً من السلطة. فقط شخصان يهتمان به ويدافعان عنه ضد نخب المدينة، هما الدكتور بلاغوفو وماريا دولجيكوف. ومن خلال تواصله معهما، يشعر بأنه بحاجة إلى تعلُّم المزيد.
غير أن مواقف بولزونيوف تثير قلق السلطات. حيث يتم استدعاؤه إلى مكتب المحافظ. فسلوكه قد يُغري آخرين باتباع نهجه. لذا فما عليه سوى ان يختار بين أن يغير موقفه أو يرحل
أصبحت ماريا تقضي وقتا أطول معه، ثم انتقلا معاً للعيش بالقرب من محطة دوبتشنيا و تزوجا . و غدا  كلاهما من أنصار حركة  'المسيرة نحو الشعب' التي تبناها التيار الشعبوي، وهي نوع من اليوتوبيا التي ستتحطم على صخرة جهل الفلاحين والسرقات، وإدمان الكحول ". لم تستطع ماريا تتحمل الوضع، فتتركه وترحل إلى سان بطرسبرغ.
حملت كليوباترا من بلاغوفو، فانتقلت الأخت والأخ للسكن معاً في انتظار الطفل، و عندما أصبحت كليوباترا مريضة، تخلى عنها بلاغوف. كما يتلقى بولزونيوف رسالة من ماريا تطلب فيها الطلاق
بعد سنوات قليلة، أصبح بولزونيوف مقاولاً. و تكفل بابنة أخته، وفي أيام الأحد، كنا يذهبان لزيارة قبر كليوباترا."

## الشخصيات
- ميسائيل بولزونييف ، الملقب أيضًا بـ "الربح الصغير"، يبلغ من العمر خمسة وعشرون عامًا، و هو الراوي.
- ماريا دولجيكوف ، في الخامسة والعشرين من عمرها، ابنة المهندس دولجيكوف و زوجة بولزونييف.
- كليوباترا بولزونيوف ، في السادسة والعشرين من عمرها، شقيقة الراوي.
- إيفان تشيبراكوف ، زميل الدراسة الثانوية لبولزونييف، يعمل في شركة السكك الحديدية.
- آنا بلاغوفو ، بنة نائب رئيس المحكمة، ساعدت بولزونييف في الحصول على وظيفة في السكك الحديدية.
- الدكتور بلاغوفو ،شقيق آنا، متزوج ولديه ثلاثة أطفال.
- دولجيكوف ، جارهم المقابل، مهندس ومدير خط السكك الحديدية.
- ريدكا ، ايُلقَّب بـ "ريدكا"، اسمه الحقيقي أندري إيفانوفيتش، في الخمسينيات من عمره، مقاول في مجال الطلاء..

## نقد
نُشرت هذه القصة لأول مرة في نسخة خاضعة للرقابة عام 1896، وتعد هذه القصة واحدة من أطول وأكثر قصص تشيخوف إثارة للجدل من الناحية السياسية، و تتضمن العديد من أوجه التشابه مع حياة تشيخوف الشخصية.و تدور أحداثها في مدينة إقليمية في جنوب روسيا وتذكّر بمسقط رأس الكاتب.

## اقتباسات
وحدهن الفتيات هن اللاتي كن يتمتعن بالطهارة الأخلاقية وكانت قلوب أغلبهن عامرة بالنوايا النبيلة وقلوبهن صافية، لكنهن لم تكن لهن خبرة بالحياة، وصدقن أن الرشاوى تقدم إلى المرء احتراما لسجاياه الخلقية الرفيعة، وإذا تزوجن هر من سريعا وانغمسن بيأس في غمرة الحياة البرجوازية الفاحشة المبتذلة.
كانت المحطة تشيد على بعد خمسة فرستات من البلدة. قيل إن المهندسين طلبوا رشوة قدرها خمسين ألف روبلا كي يمدوا الخط حتى البلدة مباشرة، ولكن مجلس البلدة لم يوافق إلا على أربعين ألفا فقط، ولم يتم الاتفاق بسبب العشرة آلاف المتبقية، والآن يشعر أهل البلدة بالندم على ذلك، فقد توجب عليهم مد الطريق حتى المحطة، والذي تبين أنه سوف يكلفهم مبلغا أكبر.

كان ابتهاجها يشي بشيء ما طفولي وساذج وكأن تلك البهجة التي قمعتها التربية القاسية استيقظت فجأة الآن في الروح، ووجدت منفذا لها.

## الملاحظات والمراجع
1. 1 2 3 4  "يوسف نبيل يصدر "حكاية رجل من الريف" أولى ترجماته عن أنطون تشيخوف". اليوم السابع. 16 يوليو 2019. ص. 48. مؤرشف من الأصل في 2025-02-21. اطلع عليه بتاريخ 2025-02-14.
2. ↑  "حياتي: حكاية رجل من الريف". Goodreads (بالإنجليزية). Archived from the original on 2025-02-21. Retrieved 2025-02-14.
3. 1 2  تشيخوف، أنطون (2020). حياتي.حكاية رجل من الريف (ط. 1). آفاق. ISBN:978-977-765-223-0.{{استشهاد بكتاب}}:  صيانة الاستشهاد: التاريخ والسنة (link)
4. ↑  "Chekhov Stories "My Life (The Story of a Provincial)" Summary & Analysis | SparkNotes". SparkNotes (بالإنجليزية). Archived from the original on 2024-04-19. Retrieved 2025-02-14.